# Genombrottet (TV-serie)
Genombrottet är en svensk drama-thrillerserie som hade premiär på strömningstjänsten Netflix den 7 januari 2025. Serien, som handlar om utredningen kring dubbelmordet i Linköping, består av fyra avsnitt och är baserad på Anna Bodin och Peter Sjölunds bok Genombrottet: Så löste släktforskaren dubbelmordet i Linköping. Serien har regisserats av Lisa Siwe och för manus svarar Oskar Söderlund.

## Handling
Genombrottet kretsar kring dubbelmordet i Linköping som inträffade 2004 och hur mordet slutligen kunde klaras upp. Fokus ligger på offren och utredningen snarare än gärningsmannen. Serien följer specifikt de två huvudkaraktärerna, en polis (som bygger på verklighetens Jan Staaf) och en släktforskare (i verkligheten Peter Sjölund), när de söker efter svaren på gåtan. Släktforskaren går bakåt i tiden för att hitta ledtrådar i kyrkböcker och släktträd medan polismannen går vidare i sitt sökande för att hitta nästa ledtråd efter gärningsmannen.

## Rollista (i urval)
- Peter Eggers – John
- Mattias Nordkvist – Per
- Helen Al-Janabi – Elena
- Bahador Foladi – Saad
- Julius Fleischanderl – Ante
- Max Nilén – Mårten
- Annika Hallin – Karin
- Lucas Grimstedt – David
- Baxter Renman – David som ung
- Jessica Liedberg – Francy
- Karin de Frumerie – Lollo
- Julia Sporre – Stina
- Fredrik Wagner – Peter
- Malin Güettler – Annika
- Julius Fleischanderl – Ante
- Per Burell – Kjell
- Emelie Falk – Anna
- Magnus Mark – Björn
- Jennifer Amaka Pettersson – Maria
- Lily Wahlsteen – Klara
- Fabian Penje – Henry
- Marley Norstad – Adnan
- Victor von Schirach – Thomas
- Jonatan Rodriguez – Julian
- Anna Azcárate – Miran